# Ipsa childreni
Ipsa childreni là một loài ốc biển từ cỡ nhỏ tới trung bình, là động vật thân mềm chân bụng sống ở biển trong họ Cypraeidae, họ ốc sứ.

## Miêu tả
Vỏ ốc Ipsa childreni nhìn từ hai phía:

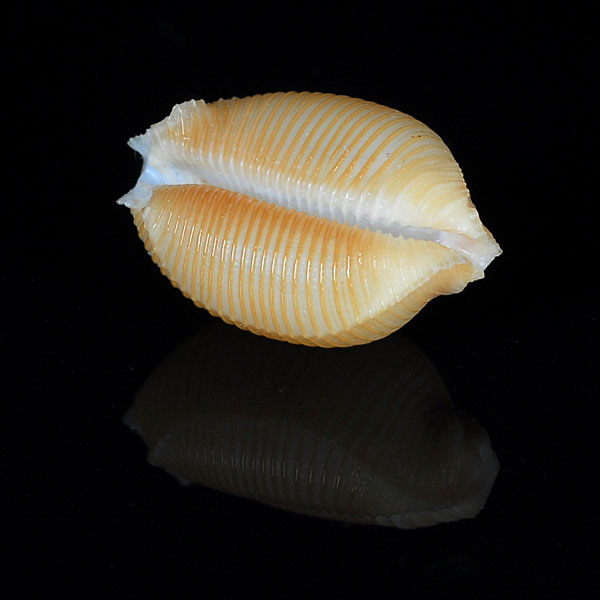
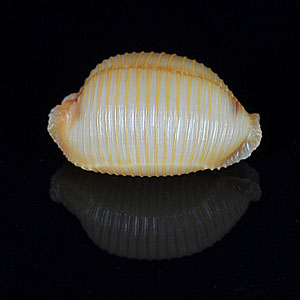